# Шеврвил (Манш)
Шеврвил (фр. Chèvreville) насеље је и општина у северној Француској у региону Доња Нормандија, у департману Манш која припада префектури Авранш.
По подацима из 2011. године у општини је живело 205 становника, а густина насељености је износила 46,07 становника/km². Општина се простире на површини од 4,45 km². Налази се на средњој надморској висини од 90 метара (максималној 122 m, а минималној 71 m).

## Демографија
| 1962. | 1968. | 1975. | 1982. | 1990. | 1999. | 2011. |
| ----- | ----- | ----- | ----- | ----- | ----- | ----- |
| 207   | 211   | 175   | 177   | 193   | 198   | 205   |

График промене броја становника у току последњих година